# Port lotniczy Capitan Corbeta CA Curbelo
Port lotniczy Capitán de Corbeta Carlos A. Curbelo – jeden z urugwajskich portów lotniczych. Znajduje się w mieście Maldonado.

## Linie lotnicze i połączenia
- Aerolineas Argentinas (Buenos Aires-Aeroparque, Buenos Aires-Ezeiza)
- GOL (Rio de Janeiro-Galeão [seasonal], São Paulo-Guarulhos [seasonal])
- LAN Airlines (Santiago de Chile via Montevideo [seasonal])
- NHT Linhas Aéreas (Pelotas [seasonal])
- OceanAir (Curitiba [seasonal], Porto Alegre [seasonal], São Paulo-Guarulhos [seasonal])
- PLUNA (Buenos Aires-Aeroparque, Buenos Aires-Ezeiza [seasonal], Montevideo, Rio de Janeiro-Galeão [seasonal], Santiago [seasonal], São Paulo-Guarulhos [seasonal])
- Sol Líneas Aéreas (Córdoba [seasonal], Rosario [seasonal])
- TAM Mercosur (Asunción [seasonal], Buenos Aires-Ezeiza [seasonal])
- Baires Fly (charter)
- Lider Taxi Aereo (charter)